# Leptictidium sigei
Leptictidium sigei es una especie extinta de mamífero euterio del género Leptictidium.
Fue descrita por Christian Mathis en 1989. Es una de las especies halladas en el yacimiento de Robiac (Francia), y tiene un aspecto más primitivo que L.nasutum. Esta especie es conocida principalmente por dientes aislados. El premolar P4 tiene un paracónido muy reducido, además de un entocónido y un hipoconúlido bien distintos a los molares M1 y M2. El nombre de la especie proviene del paleontólogo francés Bernard Sigé.
Sólo se han encontrado dientes, pero éstos indican que se trataba de una especie de pequeño tamaño. En contraste con L. auderiense, el paracónido de L. sigei es bastante reducido. El mesostilo típico del género solía ser pequeño o incluso estar ausente, pero en algunos casos podía haber mesostilos muy desarrollados, aunque sin llegar a la medida del L. tobieni. El entocónido y el hipoconúlido son muy distintos a los molares M1 y M2. El M2 tiene también un talónido ligeramente más largo que el M3.
El hecho de que de esta especie sólo se hayan hallado dientes aislados no supuso ningún problema para que Christian Mathis pudiera describir la especie, aunque en los yacimientos en los que se han encontrado ejemplares de L. sigei no se han encontrado evidencias fósiles de cualquier otro insectívoro primitivo de tamaño similar. Además, los fósiles que se han encontrado de la especie son muy similares a los de L. nasutum, una de las especies halladas en el sitio fosilífero de Messel, por lo que se puede clasificar con certeza dentro del género Leptictidium.
Christian Mathis, en su obra Quelques insectivores primitifs nouveaux de l'Eocène supérieur du sud de la France, describe por primera vez un molar superior de una especie del género Leptictidium. El diente en cuestión es un M3 de L. sigei, y lo define como relativamente estrecho, triangular desde la vista oclusiva, y tiene una superficie labial abrupta y casi rectilínea.
Pseudorhyncocyon cayluxi es un sinónimo de esta especie. Fue descrito por Henri Filhol en 1892, y en 1975 Sigé le atribuyó un diente hallado en el yacimiento de Malpérié. Mathis recalifica este diente dentro de la especie L. sigei.